# Акурський Совхоз-38
Аку́рський Совхо́з-38 (рос. Акурский Совхоз-38) — селище у складі Ванінського району Хабаровського краю, Росія. Входить до складу Тулучинського сільського поселення.
Стара назва — Совхоз 38-й.

## Населення
Населення — 2 особи (2010; 6 у 2002).
Національний склад (станом на 2002 рік):
- росіяни — 50 %